# 2016年夏季奧林匹克運動會男子10公里馬拉松游泳比賽
2016年夏季奧林匹克運動會男子10公里馬拉松游泳比賽，是2016年夏季奧林匹克運動會游泳項目的賽事之一，在8月16日於巴西里約熱內盧科帕卡瓦納一帶的水域舉行。

## 賽前評論
一篇在知名體育週刊《運動畫刊》網站上刊出的評論預計，意大利代表團的西蒙·魯菲尼會在這場賽事奪金，銀牌由美國代表團的乔丹·维利莫夫斯基取得，法國選手馬克-安托萬·奧利維耶則會拿下銅牌。另一知名體育網站Deadspin刊登的評論則預測威利莫夫斯基奪金。

## 賽前準備與比賽環境
是次賽事在科帕卡瓦納海灘附近的水域舉行，並以科帕卡瓦納砲台為起點。體育網站運動部落格國度刊出的評論認為，是次賽事的比賽環境並不理想，因為比預期高的風勢會令水面泛起波浪，而且天氣比典型的馬拉松游泳比賽稍微冷了一點。
比賽水域的水質安全引起外界疑慮，雖然奧運會官方人員已申明水質可供運動員安全作賽，但許多選手在賽前服用抗生素；另外，有幾名選手早前來到賽場測試水質，均沒發現重大問題。運動部落格國度的評論指出，賽場並不會含有未經處理的污水、或是滋生極大量細菌，因為水流和大雨能沖走污物，而賽前相對較乾燥的氣候則能夠保持水質安全。
在巴西時間8月12日，供是次賽事使用的出發台受潮汐影響而破裂，導致原定翌日早上舉行的訓練被迫取消，主辦單位以備用的出發台替換之。

## 賽事結果
| 名 次 | 選手                              | 完成各分段的時間    | 完成各分段的時間    | 完成各分段的時間    | 完成賽事 的時間 | 完成賽事與 完成分段三時 的名次差異 |
| 名 次 | 選手                              | 分段一 （2.52公里） | 分段二 （5.00公里） | 分段三 （7.48公里） | 完成賽事 的時間 | 完成賽事與 完成分段三時 的名次差異 |
| ----- | --------------------------------- | ------------------- | ------------------- | ------------------- | --------------- | ---------------------------------- |
| 1     | 費利·威特曼（荷兰）               | 29:47.2             | 58:21.8             | 1:26:01.1           | 1:52:59.8       | ▲14                                |
| 2     | 斯皮里宗·揚尼奧蒂斯（希腊）       | 29:48.7             | 58:26.9             | 1:26:00.4           | 1:52:59.8       | ▲11                                |
| 3     | 馬克-安托萬·奧利維耶（法国）      | 29:46.1             | 58:14.6             | 1:25:57.2           | 1:53:02.0       | ▲2                                 |
| 4     | 祖立軍（中国）                    | 29:46.0             | 58:28.9             | 1:26:03.2           | 1:53:02.0       | ▲17                                |
| 5     | 乔丹·维利莫夫斯基（美国）         | 29:48.4             | 58:24.7             | 1:25:56.3           | 1:53:03.2       | ▼2                                 |
| 6     | 西蒙·魯菲尼（意大利）             | 29:43.4             | 58:19.0             | 1:25:58.5           | 1:53:03.5       | ▲1                                 |
| 7     | 费代里科·瓦内利（意大利）         | 29:41.0             | 58:18.2             | 1:25:59.1           | 1:53:03.9       | ▲1                                 |
| 8     | 平井康翔（日本）                  | 29:48.6             | 58:28.3             | 1:26:01.2           | 1:53:04.6       | ▲8                                 |
| 9     | 克里斯蒂安·賴赫特（德国）         | 29:49.9             | 58:26.4             | 1:25:59.9           | 1:53:04.7       | ▲3                                 |
| 10    | 查德·霍（南非）                   | 29:45.7             | 58:25.8             | 1:26:02.5           | 1:53:04.8       | ▲10                                |
| 11    | 叶夫根尼·德拉采夫（俄罗斯）       | 29:43.4             | 58:17.3             | 1:25:57.9           | 1:53:04.8       | ▼5                                 |
| 12    | 烏薩馬·邁盧利（突尼斯）           | 29:39.3             | 58:17.9             | 1:25:55.4           | 1:53:06.1       | ▼10                                |
| 13    | 馬克·帕普（匈牙利）               | 29:40.1             | 58:24.0             | 1:26:01.9           | 1:53:11.7       | ▲6                                 |
| 14    | 肖恩·瑞安（美国）                 | 29:44.2             | 58:23.8             | 1:25:59.8           | 1:53:15.5       | ▼3                                 |
| 15    | 文齊斯拉夫·艾達爾斯基（保加利亚） | 29:45.9             | 58:23.0             | 1:26:00.8           | 1:53:16.1       | ▼1                                 |
| 16    | 伊萬·恩德里考（厄瓜多尔）         | 29:50.4             | 58:28.4             | 1:26:03.4           | 1:53:16.2       | ▲6                                 |
| 17    | 李察·溫伯格（加拿大）             | 29:45.4             | 58:23.8             | 1:25:56.7           | 1:53:16.4       | ▼13                                |
| 18    | 阿倫·度·卡爾穆（巴西）            | 29:45.3             | 58:19.5             | 1:25:59.7           | 1:53:16.4       | ▼9                                 |
| 19    | 肯恩·拉德佛德（新西兰）           | 29:45.9             | 58:21.4             | 1:26:01.8           | 1:53:18.7       | ▼1                                 |
| 20    | 理查德·纳吉（斯洛伐克）           | 29:43.3             | 58:24.0             | 1:25:59.7           | 1:53:35.4       | ▼11                                |
| 21    | 雅羅德·波特（）                   | 28:41.7             | 56:58.3             | 1:25:15.0           | 1:53:40.7       | ▼20                                |
| 22    | 歐文·馬爾多納多（委内瑞拉）       | 29:40.7             | 58:20.0             | 1:26:01.4           | 1:54:33.6       | ▼5                                 |
| 23    | 麦尔旺·伊拉马拉维（埃及）         | 29:43.2             | 58:25.3             | 1:27:30.6           | 1:59:17.2       | ━                                  |
| -     | 维塔利·库德亚科夫（）             | 29:43.7             | 58:22.2             | 取消資格            | 取消資格        | 取消資格                           |
| -     | 傑克·伯奈爾（英国）               | 取消資格            | 取消資格            | 取消資格            | 取消資格        | 取消資格                           |